# Westerschelde Ferry

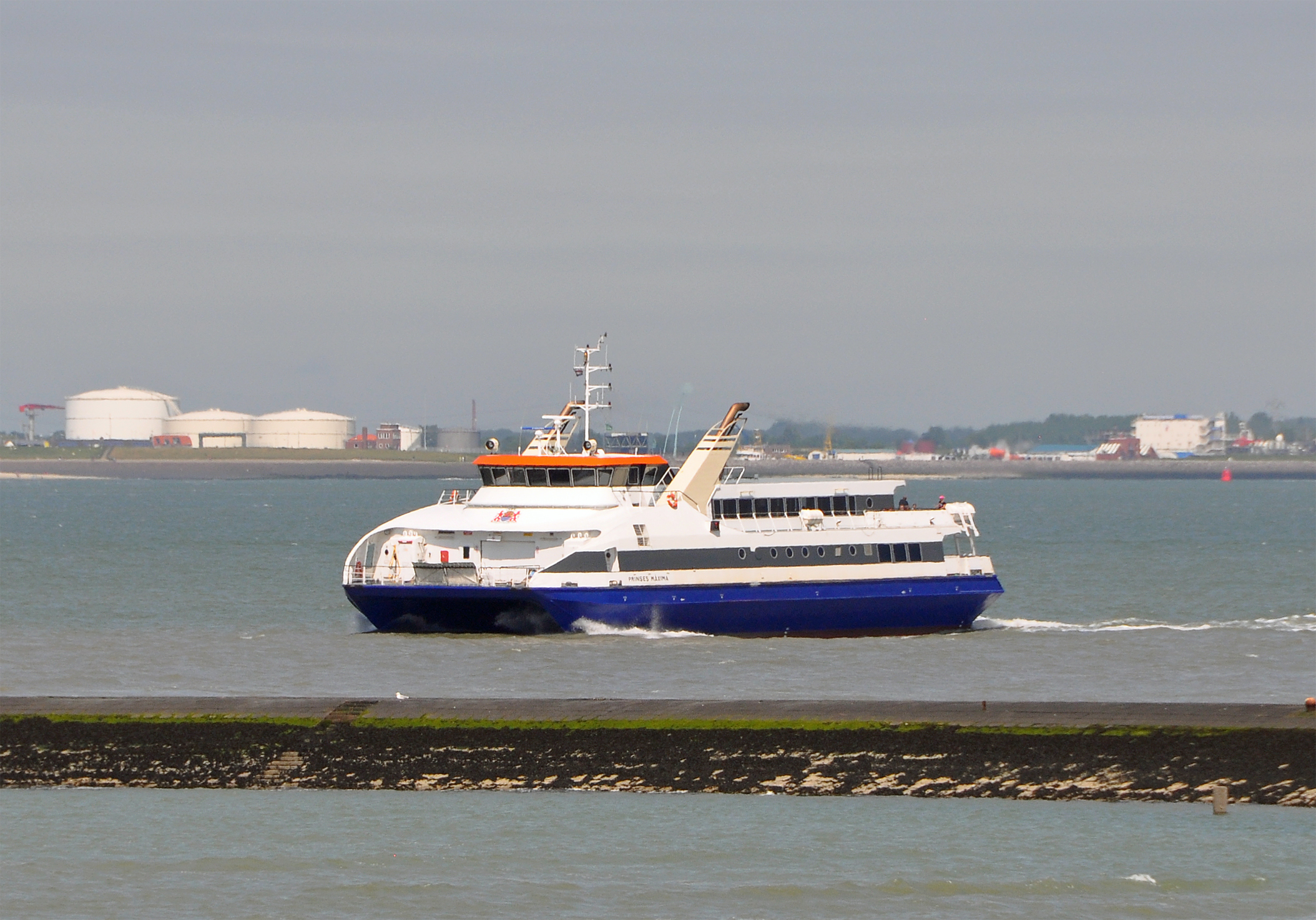
De Prinses Máxima

Westerschelde Ferry is een Nederlands bedrijf dat in opdracht van de Provincie Zeeland sinds 1 januari 2015 de veerdienst Vlissingen-Breskens onderhoudt tussen Zeeuws-Vlaanderen en Walcheren.
Na de opening van de Westerscheldetunnel in 2003 zijn de autoveren op de trajecten Vlissingen-Breskens en Kruiningen-Perkpolder uit de vaart genomen. De provinciale organisatie PSD die de verbindingen verzorgde werd opgeheven. Een fiets- en voetveer bleef varen, eerst geëxploiteerd door BBA Fast Ferries en later door Veolia Transport Fast Ferries. Er werden twee nieuwe schepen ingezet; de Prins Willem-Alexander en de Prinses Máxima. Beide schepen zijn ingericht voor vervoer van voetgangers en (brom)fietsers. Nadat Veolia aangegeven had dat zij de exploitatie van de veerdienst wilde stopzetten, is de provincie op zoek gegaan naar een andere exploitant. Omdat die niet gevonden werd besloot zij om zelf een bedrijf op te richten dat de veerdienst moet exploiteren: Westerschelde Ferry BV. De provincie is, net als bij de PSD destijds, voor 100% eigenaar.
Tot 1 mei 2018 was het mogelijk om met de OV-chipkaart te reizen met de veerboot. Uit kostenoverwegingen heeft de provincie besloten om te stoppen met de OV-chipkaart als geldig betaalmiddel. Sinds die datum is het mogelijk om met de daarvoor ontwikkelde b-tag te reizen, een pas op creditcardformaat.
De directeur van de Westerschelde Ferry is Wiljan Vloet, die bekend werd als trainer in het betaald voetbal.